# محافظه‌کاری لیبرترین
محافظه‌کاری لیبرترین، که لیبرترینیسم محافظه‌کار یا به ندرت، محافظه‌کاری نیز به آن گفته می‌شود، یک فلسفه سیاسی و اجتماعی است که محافظه‌کاری و لیبرترینیسم را ترکیب می‌کند و به نمایندگی از جناح لیبرترینیسم در محافظه‌کاری یا جناح محافظه‌کاری در لیبرترینیسم می‌پردازد.
محافظه‌کاری لیبرترین، از بیشترین آزادی اقتصادی ممکن و کمترین مقررات دولتی ممکن برای زندگی اجتماعی (که به عنوان «دولت کوچک» توصیف می‌شود) حمایت می‌کند که آینه لیبرالیسم کلاسیک لسه فر است، اما این را با اعتقاد به یک فلسفه اجتماعی محافظه‌کارانه‌تر که بر اقتدار، اخلاق و وظیفه تأکید می‌کند، مهار می‌کند. محافظه‌کاری لیبرترین که اصولاً یک ایدئولوژی آمریکایی است، آزادی، ترویج آزادی بیان، آزادی انتخاب و سرمایه‌داری بازار آزاد را برای دستیابی به اهداف محافظه‌کارانه، در اولویت قرار می‌دهد و در عین حال مهندسی اجتماعی لیبرال را رد می‌کند.
اگرچه این ایدئولوژی، شباهت‌هایی به محافظه‌کاری لیبرال و در نتیجه، جریان اصلی محافظه‌کاری آمریکایی دارد که هر دو تحت تأثیر تفکر لیبرال کلاسیک قرار دارند، اما محافظه‌کاران لیبرترین، به مراتب بیشتر ضد دولت هستند و نسبت به مداخله دولت در هر دو زمینه اجتماعی و اقتصادی، بسیار مخالفند.

## در ادامه مطلب
- اشفورد، نایجل؛ دیویس، استفان (۲۰۱۲). فرهنگ لغت اندیشه محافظه‌کارانه و لیبرترین (روتلج احیاگر). لندن: روتلج.شابک ‎۹۷۸۱۱۳۶۷۰۸۳۳۶شابک 9781136708336.
- بلانشت، جود (۲۷ اکتبر 2004). "آنچه لیبرترین‌ها و محافظه‌کاران در مورد یکدیگر می‌گویند: کتابشناسی مشروح شده". LewRockwell.com. بازبینی شده در ۲۳ سپتامبر ۲۰۲۰.
- هاپ، هانس هرمان (2014). "یک لیبرترینیسم واقع‌بینانه، لیبرترینیسم راست (محافظه‌کارانه) است." مؤسسه میزس بازبینی شده در ۲۳ سپتامبر ۲۰۲۰.
- روتبارد، موری (1981). "Frank S. Meyer: The Fusionist as Libertarian Manque". عصر مدرن. بازیابی شده در ۲۳ سپتامبر ۲۰۲۰ - از طریق LewRockwell.com.